# Медаль Дірака (UNSW)
Меда́ль Діра́ка за видатний внесок у розвиток фізики (англ. Dirac Medal for distinguished contribution to the study of physics) — наукова нагорода, яку вручає Університет Нового Південного Уельсу (UNSW) спільно з Австралійським інститутом фізики з нагоди публічної лекції на вшанування пам'яті про Поля Дірака, яка проводиться зазвичай щорічно в UNSW.
Лекція та медаль вшановують пам'ять про візит до UNSW у 1975 році професора Поля Дірака, який прочитав серію з п'яти лекцій. Згодом ці лекції було видано книгою «Directions of Physics» («Напрямки фізики», Wiley, 1978 — H. Hora and J. Shepanski, eds.), гонорари від якої було використано на заснування медалі для відзначення науковця автора видатного внеску у теоретичну фізику. Нагорода вперше була вручена в 1979 році, нею було відзначено шведського фізика та астронома, нобелівського лауреата Ганнеса Альвена.
З 2018 року медаль/лекція відкрита для зовнішніх номінацій, які відбираються та розглядаються комітетом Дірака у Школі фізики UNSW. Критерії відбору включають: а) видатний внесок у фізику та б) продемонстровану здатність представити домінантом переконливу публічну лекцію з фізики, що охоплює сферу його досліджень. Номінації стали відкритими для відзначення видатного внеску в усі галузі фізики, включаючи і теоретичну фізику.
Станом на 2025 рік серед відзначених медаллю є 12 нобелівських лауреатів.

## Лауреати нагороди
Список науковців, відзначених медаллю Дірака від Університету Нового Південного Уельсу (UNSW) вручено:
- 1979  Ганнес Альвен
- 1981 Джон Клайв Ворд[en]
- 1983  Ніколас Бломберген
- 1985 Девід Пайнс[en]
- 1987  Роберт Гофстедтер
- 1988  Клаус фон Клітцинг
- 1989  Карло Руббіа,  Кеннет Вільсон
- 1990  Норман Рамзей
- 1991  Герберт Аарон Гауптман
- 1992  Вольфганг Пауль
- 1996 Едвін Солпітер
- 2002 Генріх Гора[en]
- 2003 Едуард Шуряк[de]
- 2004 Йосип Хриплович[en]
- 2006  Роджер Пенроуз
- 2008 Гаральд Фріч[en][4]
- 2011 Роберт МакКріді Мей
- 2012  Браян П. Шмідт
- 2013 Майкл Піппер[en]
- 2014  Серж Арош[5]
- 2015 Субір Сачдев[en][6]
- 2016 Кен Фрімен[7]
- 2017 Борис Альтшулер[en][8]
- 2019 Лене Гау[9]
- 2020 Сьюзен Марджорі Скотт[en][10]
- 2023 Клаус Мольмер[en]